# Гагер (рід птахів)
Га́гер (Cyanolyca) — рід горобцеподібних птахів родини воронових (Corvidae). Представники цього роду мешкають в гірських тропічних лісах Мексики, Центральної і Південної Америки.

## Види
Виділяють дев'ять видів:
- Гагер світлогорлий (Cyanolyca armillata)
- Гагер масковий (Cyanolyca viridicyanus)
- Гагер бірюзовий (Cyanolyca turcosa)
- Гагер колумбійський (Cyanolyca pulchra)
- Гагер чорнощокий (Cyanolyca cucullata)
- Гагер чорногорлий (Cyanolyca pumilo)
- Гагер малий (Cyanolyca nanus)
- Гагер білогорлий (Cyanolyca mirabilis)
- Гагер діадемовий (Cyanolyca argentigula)

## Етимологія
Наукова назва роду Cyanolyca походить від сполучення слів дав.-гр. κυανος — синій і λυκος — ворона або галка, птах, згадуваний Арістотелем та Ісихієм.